# Vrt Liu
Vrt Liu (poenostavljeno kitajsko: 留园; tradicionalno kitajsko: 留園; pinjin: Liú Yuán; Sudžov Wu: Leu yoe, Wu Chinese: [løʏ ɦyø]) je znan klasični kitajski vrt, ki sega v leto 1593. Je na naslovu Liujuan Rd. 338 v Sudžovu, provinca Džjangsu, Kitajska (留园路338号). Vrt je razdeljen na 4 tematske dele, ki so povezani s pokritimi prehodi. Osrednji vrt obdaja ribnik in jamo, zgrajeno iz rumenega granita. Ustvaril ga je znani umetnik Džou Bindžong.
Leta 1997 je bil Vrt Lu skupaj s sedmimi drugimi klasičnimi vrtovi Sudžova priznan kot del svetovne dediščine UNESCO. V vrtu sta tudi dve umetnini, ki sta del nematerialne svetovne dediščine UNESCO: Pingtan (评弹) in glasbilo gučin.

## Zgodovina
Vrt Liu je zunaj vrat Čangmen (阊门) v Sudžovu. Naročil ga je Šu Taiši (徐泰时), uradnik, ki je bil leta 1593 obtožen in kasneje oproščen. Kamnosek Džou Šičeng (周时臣) je zasnoval in zgradil Vzhodni vrt (东园), kot se je prvotno imenoval. Vzhodni vrt je postal znan v svojem času, ko sta sodnika okrožij Vu in Čangdžov pohvalila zasnovo vrha Ši Ping, skalnjaka, zgrajenega tako, da spominja na goro Tiantai v Putuo.
Lastništvo je leta 1798 prešlo na Liu Suja, še enega uradnika. Po obsežni rekonstrukciji ga je preimenoval v Hladno zeleno vas po verzu »čista, hladna barva bambusa, bistra zelena svetloba vode«. V skladu s to temo je dodal borove in bambusove nasade. Bil je navdušen zbiralec kamnov učenjakov in v vrt je dodal še 12, ki jih hrani v »kamnitem gozdu«. V tem času je bila zgrajena tudi Nebesna dvorana petih vrhov. Vrt je kmalu dobil vzdevek Liu Juan po lastnikovem priimku. Od leta 1823 je bil vrt odprt za javnost in postal je znano letovišče.[2]
Lastništvo je leta 1873 prešlo v roke Šeng Kanga, pokrajinskega blagajnika Hubeja. Popravil je škodo, ki jo je vrtu povzročil kaos Taipingov. Po treh letih je bila obnova končana leta 1876, vrt pa je bil preimenovan v Liu Juan (留园). Ime, čeprav je homofonično starejšemu imenu, pomeni prosti čas in se tako pokloni nekdanjemu lastniku ter letoviškemu obdobju vrta. Takrat je bil kamen Ugoden vrh, pokrit z oblaki premaknjen na sedanjo lokacijo. Vrt je Šeng Šuanhuai podedoval od svojega očeta, čeprav ga je leta 1911 zapustil in je propadel.
Med drugo kitajsko-japonsko vojno je bil vrt ponovno zapuščen in se je celo spremenil v gojišče konj vojske. Po ustanovitvi Ljudske republike Kitajske je vlada Sudžova prevzela in prenovila vrt. Za javnost je bil ponovno odprt leta 1954. Leta 2001 je bil vrt dodan na seznam svetovne dediščine UNESCO in ostaja pomembna turistična destinacija.
Vse od svoje ustanovitve je bil Vrt Liu dobro sprejet s strani kritikov in je navdihoval umetnike. Vzhodni vrt je opisan in pohvaljen v delu Skice vrtov in paviljonov Juana Hongdaoja (sodnika okrožja Čangdžou): »...Je najboljši te vrste južno od reke Jangce.« Opisal ga je tudi Džjang Jingke (sodnik okrožja Vu) v delu Zapiski o reki Hou Jue Tang. Potem ko je bil Vzhodni vrt preoblikovan v Zastajajoči vrt, ga je Ju Jue v svojih Opombah o zastajajočem vrtu ponovno pohvalil: »Skalnjaki, rastline, paviljoni, stolpi in dvorane so med najboljšimi v okrožju Wu.«

## Zasnova
Vrt, velik 23.310 m2, je razdeljen na štiri izrazito tematske dele: vzhodni, osrednji, zahodni in severni. Osrednji del je najstarejši del vrta. Stavbe, glavna značilnost vsakega kitajskega vrta, zavzemajo tretjino celotne površine. Edinstvena značilnost tega vrta je 700 m pokrite poti, ki jih povezuje. Zgrajeni elementi vrta so združeni po delih.  Ansambel struktur v osrednjem vrtu obkroža ribnik in glavno značilnost jama. Jama je zgrajena iz rumenega granita in jo je ustvaril znani umetnik Džou Bindžong. Vzhodni del vrta je razporejen okoli vrha kamna, pokritega z oblaki. Osrednje dvorišče obdajajo stavbe. Za staro hišo učenjakov puščavnikov je majhno dvorišče kamnitega gozda, zbirka učenjakovih kamnov in povezanih manjših dvorišč. Zahodni del je večinoma naraven, vsebuje le nekaj paviljonov, velik umetni hrib in vrt Penzai.
| Elementi vrtne zasnove z opisom | Elementi vrtne zasnove z opisom |
| Vhodni vrt                      | Vhodni vrt |
| ------------------------------- | --- |
|                                 | Vhod Vhod v vrt na ulici Liujuan Lu. Ta vrata vodijo v vhodno poslopje, preprost slog pobeljenih sten in kamnite preklade pa je značilen za urbano zasnovo v starodavnem Sudžovu, ki je posledica zakona o razkošju. Ime vrta je napisano z zlato barvo na kamniti prekladi in tlakovanih okraskih na vhodnem trgu. |
|                                 | Vhodno poslopje Vhodno poslopje je dvojna arkadna dvorana s tremi loki, polno dvokapno streho in obokanim slemenom, okrašenim s tremi nesmrtniki. Pred njo je majhno dvorišče na treh straneh, ki ga povezuje pokrit hodnik. Ta prehod se na zadnji strani povezuje s cikcakasto potjo. Dvorano od dvorišča ločuje zaslon z intarziranim zemljevidom vrta iz žada. Zaslon se imenuje Polni pogled na zastajajoči vrt. |
|                                 | Staro dvorišče prepletenih dreves (古木交柯) Kompleksna in edinstvena struktura, sestavljena iz dvorišča, odprte dvorane s tremi oboki in pokritega hodnika, ki deluje kot en sam prostor. Dvorišče je zasajeno z dvema drevesoma, ki simbolizirata žad (Magnolia soulangia) in zlato (Osmanthus fragrans - dišeči oljkovec), znak blaginje. Vhod v ta prostor označuje plošča, na kateri je vklesal namestnik predsednika vlade Džu Boči in na kateri piše Raj na zemlji. |
|                                 | Majhna hiša ob cvetlični poti (花步小筑) Kompleksna in edinstvena struktura, sestavljena iz pokritega prehoda, ki simulira tridelno dvorano z okni, obrnjenimi proti ribniku, in dveh majhnih nebesnih vodnjakov na nasprotni strani. Nebesni vodnjak je zasajen z kompozicijo ciprese iz dinastije Ming in kamelije. Odprtina na eni strani nebesnega vodnjaka vodi v manjši nebesni vodnjak za teraso Zelena senca, ki je kompozicija iz kamna in bostonskega bršljana. |
|                                 | Cik-cak pot Vijugast pokrit hodnik, ki povezuje vhodno dvorano, rezidenco in dvorišče Stara drevesa z dvojčki. Označen je s ploščo, na kateri je sodnik iz Sudžova Vu jun vklesal besedilo Počasni vrt. |
| Centralni vrt                   | |
|                                 | Nebesna dvorana petih vrhov (五峰仙馆) To petdelno strukturo s polnim dvokapnim zatrepom je navdihnil verz iz Li Baija: »Južno od gore Lu je pet vrhov, ki so videti kot zlati lotosovi cvetovi, ki jih je izrezala narava.« Izbor tega verza je bil navdihnjen z že obstoječo jamo iz dinastije Ming, ki je obrnjena proti sprednjemu delu dvorane. Na zadnji strani dvorane je na dvorišču eden od 12 znanih kamnov učenjakov, »Vrh opice rezus«, iz Liu Sujeve zbirke. V notranjosti so številni parni stebri.                                                                             |
|                                 | Paviljon Zelene sence (绿荫) Poimenovan po verzih Gao Čija v Odi sončnicam, »svetlost in lepota prihajata iz svetlo rdečkastih čopičev in cvetov, ki se naslanjajo na senčno stran.« To se nanaša na senco, ki jo zagotavlja 300 let star javor, ki se dviga nad njo. Tridelna terasasta struktura zadaj z dvojno arkado, s polno dvokapnico, odprto na eni strani, z naslonjalom, obrnjenim proti ribniku. Dvorišče je intarzirano z vzorci tlakovcev iz ribe feniks, jelena, žerjava, netopirja in lotosa.                                                                                  |
|                                 | Vila na gori Hanbi (涵碧山房) Poimenovana po vrstici Džu šija (dinastija Song) »Voda je prežeta z zeleno, gozdovi so postali bolj rdeči ...«. Ime namiguje na številne borovce, ki so bili dodani vrtu med drugo fazo gradnje. Tipična tipologija kmečke hiše, trije loki z ravnimi napušči in polnimi zatrepi, vila krepi idejo rustikalnega umika. |
|                                 | Paviljon HaoPu (濠濮亭) Samostoječa stavba ob ribniku. Ime izvira iz dveh znanih ribiških letovišč, imenovanih »Hao« in »Pu«; vendar pa namiguje tudi na »Srečo rib« (魚之樂), dialektičen pogovor med Džuang Džovom in Hui Zi. Navsezadnje ime izraža lastnikovo željo po preprostem življenju. Nasproti je treh od dvanajstih znanih kamnov učenjakov iz Liu Sujeve zbirke; »Luna«, »Čarobna gliva« in »Petelini greben«. Gre za samostoječi kvadratni paviljon s streho z dvokapnico in okrašenimi napušči.                                                                                |
|                                 | Prehodni paviljon (可亭) Ime izvira iz verza Liu Jušija »svetla luna gre mimo paviljona«. Samostoječ šesterokotni paviljon z rebrastimi zavihanimi strehami, značilnimi za paviljon za opazovanje lune. Na obeh straneh ga obdajata dve 300 let stari drevesi ginka. |
|                                 | Prozorni stolp (明瑟楼) Ta stavba, zgrajena kot podaljšek vile Hanbi v tretji fazi gradnje vrta, spominja na rekreacijski čoln, ki se spušča v ribnik. Navdihnil jo je verz Du Fuja: »Čoln je dovolj izjemen, da lahko sprejme dva ali tri od nas na jadranje na prostem«. Tridelna dvokapna streha s kapljami. Stopnišče v obliki oblaka, dostop do zgornjega nadstropja, ki ga zakrivajo okna z bisernimi intarzijami. |
|                                 | Paviljon dišečega oljkovca (闻木樨香斩) Kvadraten tridelni dvokapni paviljon s strehami z zavihki, povezan s pokrito pregrado, poimenovan po nasadu Osmanthus fragrans. Ima dva stebrička. Dvorišče pred paviljonom je okrašeno z dvema foniksoma, budističnim vozlom in lotosom. |
|                                 | Paviljon osvežilnega vetriča (清风池馆) Poimenovan po vrstici Su Dongpoja v njegovi Odi Či Biju: »Pomirjujoč vetrič počasi piha v to smer, a ribnik je brez valov ...« Ta struktura uporablja Venturijev učinek za ustvarjanje prečnega vetriča z ribnika. Enodelna terasasta struktura z dvokapno streho z bočnim zatrepom, odprta na eni strani, napušči pa so okrašeni z zmajevimi okraski. Osrednji leseni zaslon je obdan s stebrički. |
|                                 | Studio razsvetljenja Tridelna struktura, zaprta na štirih straneh. |
|                                 | Stolp vijugastega potoka Poimenovan po verzu Ven Džengminga: »Vijugast potok vodi na odprto mesto.« Tridelna dvonadstropna struktura s dvokapno streho in napušči. |
| Vzhodni vrt                     | |
|                                 | Ugoden vrh z oblaki (冠云峰) Kamen učenjakov, ki velja za nacionalni zaklad Kitajske. Bil je relikt iz dinastije Song in je del aranžmaja z dvema drugima kamnoma učenjakov, ribnikom in okoliškim kompleksom stavb. Obdajata ga Ugoden vrh z oblaki in Gorski vrh z oblaki, spredaj pa ribnik Couling Washing. |
|                                 | Čakajoči oblačni tempelj Poimenovan po vrhu Ugodnega oblačnega vrha, je tridelna dvorana s portikom na treh straneh in dvokapno streho z napušči. |
|                                 | Paviljon z oblaki (冠云亭) Samostoječi šesterokotni paviljon z privihanimi napušči in okrasnim zaključnim kamnom na skalnjaku ob vrhu Ugodnega vrha z oblaki. |
|                                 | Stolp z oblaki (冠云楼) Tridelni stolp z dvokapno streho in ravnim napuščem. Na obeh straneh ima dve pritrjeni krili. Stoji za vrhom Ugodnega vrha z oblaki in se trenutno uporablja kot čajnica. |
|                                 | Paviljon Dober za kmetijstvo (佳晴喜雨快雪之亭) Kvadraten enodelni paviljon, zaprt na treh straneh z dvokapno streho in okrašenim slemenom. |
|                                 | Paviljon čaščenja Enodelni kvadratni paviljon z dvokapno streho in okrašenim napuščem, povezan s pokritim hodnikom in zadnjo stranjo paviljona Dober za kmetijstvo. Ime je dobil po bližnjem vrhu Ugodnega vrha z oblaki, na katerega je obrnjen. |
|                                 | Paviljon enosti Pritrjen kvadratni paviljon nad vrati do Malega dvorišča Kamnitega gozda s streho z dvokapnico in napušči. |
|                                 | Vrnitev k branju (还我读书斋) Poimenovan po vrstici Tao Čjasa: »Po oranju in setvi se pogosto vrnem domov, da berem ...«. Gre za stolp, obrnjen proti dvorišču, obdanemu s pokritim hodnikom in okrašenemu z 99 stelami znanih kaligrafov dinastije Song. Gre za tridelni stolp s polno dvokapno streho in povezanim dvoriščem. |
|                                 | Majhno dvorišče Kamnitega gozda 100 m2 veliko dvorišče, razdeljeno na osem enotv, od katerih je vsaka zasidrana z učenim kamnom. Dovršeni tlakovci prikazujejo žerjava, jelena in motiv dolgoživosti petih netopirjev. |
|                                 | Majhen vrt Kamnitega gozda Dvorišče, na katerega se vstopa skozi vrata Pogled na tišino in ga na treh straneh obdaja pokriti hodnik. V središču je vrh Odžarjanje, ki gleda na vrh Pes. Ime tega prostora izhaja iz vrta pesnika dinastije Song Liu Mengdeja, imenovanega Vrt nežnih kamnov. Tako kot lastnik vrta Liu Su je bil tudi on navdušen zbiralec učenih kamnov. Glavna os tega dvorišča poteka skozi odprto okno v nebesni jašek, ki ga drži drug učenjakov kamen. Kompozicija v prostoru nebesnega jaška daje odprtemu oknu iluzijo, da je ogledalo zadnje strani Vrha Odžarjanja. |
|                                 | Paviljon Kamnitega gozda Samostoječi šesterokotni paviljon z ravnimi napušči in okrašenim zaključnim kamnom. Stoji na Malem dvorišču Kamnitega gozda. Včasih se imenuje Azurni paviljon. |
|                                 | Dvorana čaščenja kamna Tridelna dvorana, zgrajena na Malem vrtu dvorišča Kamnitega gozda. Na treh straneh je zaprta s streho v obliki dvokapnice in zavihanimi napušči. Ime je dobila po kamnu učenjaka, s katerim se sooča v središču dvorišča, imenovanem Vrh Odžarjanja. |
| Zahodni vrt                     | |
|                                 | Čudovit paviljon (至乐亭) Dvojni šesterokotni paviljon z napušči in okrasnimi grebeni s pogledom na vrt Penzai. Ime naj bi nakazovalo, da bo obiskovalec doživel popolno zadovoljstvo. |
|                                 | Prosto stoječi bučeči paviljon (舒啸亭) Prosto stoječ šesterokotni paviljon z okroglo streho na vrhu hriba s pogledom na vrt cvetov breskev. |
|                                 | Še ena vas Poimenovan po verzu Lu Juja: »Kjer se končajo hribi in potoki, se zdi, da ni več ceste, sredi senčnih vrb in cvetočih rož se pojavi druga vas.« To območje je bilo prej produktiven vrt, ki je posnemal idilično rustikalno vas. Trenutno se uporablja za shranjevanje zbirke penjingov. |
|                                 | Pristan breskovih cvetov Kvadratni paviljon s stebri dvojčki, povezanimi s pokritim hodnikom s strešno linijo z dvokapnico in zavihanimi napušči. Ime je dobil po nasadu cvetočih dreves, s katerim se sooča, in ki naj bi bila rekreacija pokrajine v utopični zgodbi Pomlad breskovih cvetov Tao Čjana. |
|                                 | Kraj živahnosti Poimenovan po starodavnem kitajskem filozofskem konceptu narave, ki so ga kasneje sprejeli budisti in ga prevedli kot živahnost. Dvonadstropna terasasta struktura s tremi obokanimi okni, odprta na eni strani, s portikom na štirih straneh in dvokapnico z ravnimi napušči. Vratne plošče so okrašene z rezbarijami. |

- Details
- Vrt Liu
- Pogled na ribnik
- Paviljon na otoku v ribniku, povezan z dvema grozdnima rešetkama
- Zahodni stolp

- Performances
- Pingtanov nastop v Pellucid Towerju
- Gučin nastop v paviljonu Dobro za kmetijstvo